# Служевская, Ирина Петровна
Ирина Петровна Служевская (урождённая Тартаковская; 14 марта 1955, Ташкент — 21 декабря 2013, США) — русский филолог и литературный критик, ахматовед.
Дочь литературоведов Петра Иосифовича и Лидии Анатольевны Тартаковских. Окончила Ташкентский университет, кандидат филологических наук (1983, диссертация «Проблемы искусства в поэзии Анны Ахматовой 20-х — 60-х годов»). C 1989 года жила и работала в США.
Опубликовала книгу «Три статьи о Бродском» (2004), ряд статей об Ахматовой, статьи и рецензии о современных авторах (Владимир Гандельсман, Алексей Цветков, Алексей Макушинский и др.) в журналах «Знамя», «Звезда», «Новый мир», «Стороны света», «TextOnly» и т. д.